# District de Namakkal
Le district de Namakkal est un district de l'état du Tamil Nadu, dans le sud de l'Inde.

## Géographie
Sa capitale est Namakkal.
La superficie du district est de  3 420 km2. En 2011, il comptait 1 726 601 habitants.